# Aleksander Dworski
Aleksander Dworski (ur. 12 grudnia 1822 we Lwowie, zm. 30 marca 1908 w Przemyślu) – polski działacz społeczny, adwokat, poseł do Rady Państwa oraz Sejmu Krajowego Galicji, wieloletni burmistrz Przemyśla.

## Życiorys
Urodził się w rodzinie urzędnika c.k. Namiestnictwa – Leopolda (1790-1892) i Marii z Kellermannów (1800-1867). Ojciec w latach 1809-1812 służył w 13 Pułku Piechoty Księstwa Warszawskiego, uczestnicząc w wojnach napoleońskich.
W 1844 ukończył studia na Wydziale Prawa Uniwersytetu Lwowskiego, a w 1849 uzyskał stopień doktora. W 1855 przeniósł się na stałe do Przemyśla, gdzie otworzył kancelarię adwokacką. Był przewodniczącym Izby Adwokackiej w Przemyślu i Samborze. Od początku swego pobytu związany z kołami narodowymi. W czasie powstania styczniowego został mianowany przez Rząd Narodowy naczelnikiem przemyskiego okręgu powstańczego. W 1868 roku wybrany do pierwszej autonomicznej Rady Miejskiej, której członkiem pozostał do końca życia. W latach 1869–1876 pełnił funkcję zastępcy burmistrza. W 1873 wybrany w bezpośrednich wyborach posłem do Izby Deputowanych do Rady Państwa w Wiedniu. Funkcję tę pełnił z przerwami do 1880 jako reprezentant kurii miejskiej Przemyśla i Gródka Jagiellońskiego. 7 maja 1881 wybrany na urząd burmistrza miasta Przemyśla, który piastował do 7 listopada 1901. W latach 1889–1901 był także posłem do Sejmu Krajowego Galicji.
Wniósł duże zasługi dla rozwoju Przemyśla: powołał do życia Komunalną Kasę Oszczędności, z jego inicjatywy założono Związek Miast Galicyjskich. W czasie jego urzędowania rozbudowano w Przemyślu szkoły, zaprowadzono wodociągi, rozpoczęto elektryfikację miasta, wybudowano schronisko dla bezdomnych im. Brata Alberta oraz "Dom przytułku i pracy dla starszych". Był przewodniczącym komitetu szpitalnego, z inicjatywy którego wybudowano szpital powszechny.
Odznaczony komandorią orderu św. Grzegorza przez papieża Leona XIII oraz orderem Franciszka Józefa.

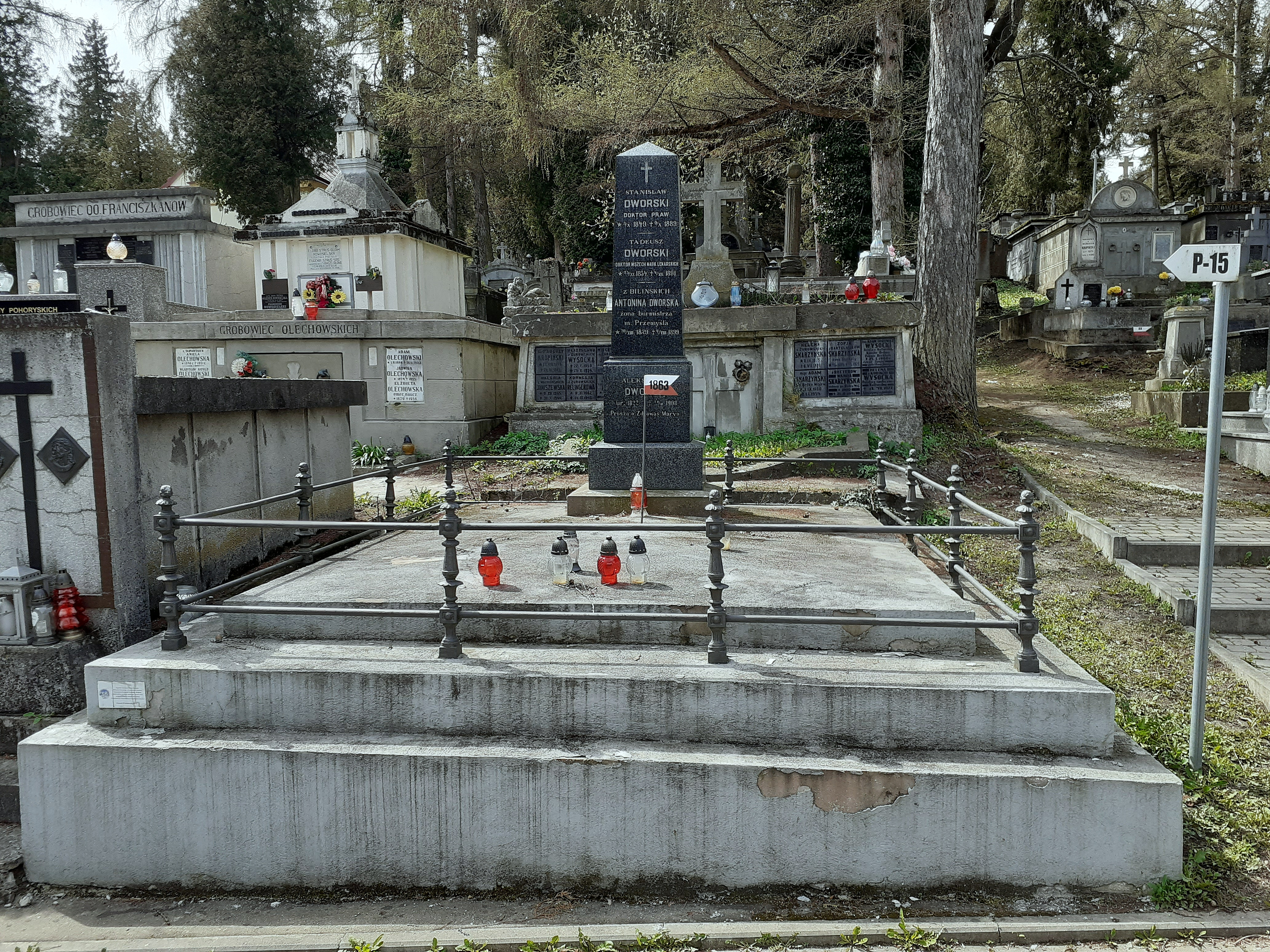
Grobowiec rodziny Dworskich

W 1884 odznaczony honorowym obywatelstwem Przemyśla i Starej Soli, jeszcze za jego życia (przed 1895) nazwano jego imieniem jedną z głównych ulic Przemyśla (poprzednio nazywaną ulicą Długą).
Zmarł 30 marca 1908 i został pochowany na cmentarzu Głównym w Przemyślu-